# 42 av. J.-C.
Cette page concerne l'année 42 av. J.-C. du calendrier julien.

## Climat
Dans l'hémisphère nord, les années –43 et –42 sont parmi les plus froides des 2 500 dernières années (2 °C de moins que la moyenne), plausiblement en raison de l'émission de téphras obscurcissants et acidifiants (car riches en soufre) dans la troposphère par l'éruption du volcan Okmok (îles Aléoutiennes, en Alaska) en –43, qui ont mis environ deux ans et demi à retomber au sol,.

## Evènements
- 1er janvier : début à Rome du consulat de Marcus Aemilius Lepidus dit Lépide (pour la seconde fois) et de Lucius Munatius Plancus ; le Sénat reconnaît la divinité de César et jure de respecter ses lois. Les triumvirs entrent successivement dans Rome dans les jours qui suivent et paradent avec leurs troupes. Ils lèvent des impôts spéciaux pour financer la guerre[3]. Ils instituent une taxe spéciale frappant les mille quatre cents matrones romaines les plus riches. Hortensia, fille de l’orateur Quintus Hortensius, va plaider avec succès la cause des matrones auprès des triumvirs[4].
- Janvier : nouvelle entrevue entre Brutus et Cassius à Sardes. Brutus reproche à Cassius de faire détester leur cause par ses exactions, puis les deux hommes se réconcilient. Brutus fait exécuter le préteur Lucius Pella, accusé de concussion, comme un exemple de leurs bonnes intentions[3].
- Mi-juillet[5] : Brutus et Cassius préparent leur retour en Grèce et rassemblent 19 légions. Le roi des Parthes Orodès II promet son aide, mais est long à agir[3].
  - Cléopâtre VII envoie des secours en Grèce pour soutenir Antoine et Octavien, mais une tempête disperse sa flotte, qui rentre en Égypte[3].
- Été : après la fin des proscriptions, qui ont éliminé définitivement le parti républicain, Antoine et Octavien quittent Rome et marchent vers le sud avec 40 légions, laissant Lépide et le légat d’Antoine Calenus chargé de la garde de l’Italie avec deux légions[3]. Octavien envoie Quintus Salvidienus Rufus à la tête d’une flotte pour combattre Sextus Pompée, qui a pris le contrôle de la Sicile et qui harcèle les côtes d’Italie[6]. Octavien fait passer ses troupes de Brundisium à Dyrrhachium avec de lourdes pertes[3].
- Août : Saxa et Norbanus arrivent en Thrace avec l’avant-garde d’Antoine[5].
- Septembre : 
  - Cassius et Brutus passent l’Hellespont avec 80 000 hommes, traversent la Thrace ; ils contournent les 8 légions de Caius Norbanus Flaccus en face de Thasos, avec l’aide du prince thrace Rhescuporis[3].
  - Salvidienus est battu au cap Scyllaeum près de Rhegium dans le détroit de Messine et ne peut reprendre la Sicile[5],[6].
- 3 octobre : première bataille de Philippes, indécise. Cassius trouve la mort[5]. Le jour même, la flotte républicaine de Murcus et Ahenobarbus détruit en mer Ionienne les renforts de 2 légions que Domitius Calvinus devait apporter à Octavien[3].

- 23 octobre : Octavien et Marc Antoine défont Marcus Junius Brutus à la seconde bataille de Philippes[3].
  - Après Philippes, et au détriment de Lépide, Octavien reçoit l’Hispanie et Antoine la Narbonnaise[3].

- Naturalisation de la Cisalpine[7].

- Ariobarzane III de Cappadoce est assassiné par ordre de Cassius. Début du règne d'Ariarathe X, roi de Cappadoce (fin en 36 av. J.-C.)[8].
- Le départ de Cassius de Syrie entraîne des troubles en Judée. Antigonos, fils d’Aristobule essaie en vain d’entrer en scène, tandis que le tyran de Tyr, Marion, s’empare d’une partie de la Galilée. Après la victoire d’Antoine et d’Octavien à Philippes, plusieurs délégations juives viennent se plaindre auprès d’Antoine des fils d’Antipater, Phasaél et Hérode. En réponse, Antoine nomme Phasaél et Hérode tétrarques chargés de l’administration de la Judée[9].

- La crue du Nil fait défaut (42 et 41 av. J.-C.)[10].

## Naissances
- 16 novembre: Tibère, empereur romain[3].
- Marcus Claudius Marcellus, consul romain.

## Décès
- 3 octobre: Cassius, homme politique et général romain.
- 23 octobre: Marcus Junius Brutus, sénateur, juriste et philosophe romain.
- Caius Antonius, homme politique romain et frère de Marc Antoine.
- Ariobarzane III, roi de Cappadoce.
- Marcus Livius Drusus Claudianus, homme politique romain, père de Livie et grand-père de Tibère.
- Porcia Catonis, femme romaine et fille de Caton d'Utique.
- Sextus Quinctilius Varus, questeur romain.